# Campionato del mondo under-20 di hockey su pista
Il Campionato del mondo under-20 di hockey su pista (ingl. Roller Hockey World Cup U-20) sono la massima competizione mondiale di hockey su pista per squadre nazionali maschili Under-20 e sono organizzati da World Skate.
Furono istituiti nel 2003 anno in cui vide la sua prima edizione con il Portogallo come vincitrice. Il vincitore del torneo si fregia del titolo di campione del Mondo per il biennio successivo alla vittoria.
Si sono tenute dieci edizioni del torneo; campione in carica è l'Argentina, che ha vinto l'edizione più recente. La Spagna e il Portogallo sono le nazionali più titolate con quattro titoli, a seguire vi è l'Argentina con due successi.

## Albo d'oro
| Anno              | Città ospitante      | Finale     | Finale                | Finale     | 3º-4º posto/Semifinaliste | 3º-4º posto/Semifinaliste | 3º-4º posto/Semifinaliste | Squadre |
| Anno              | Città ospitante      | Vincitore  | Risultato             | Finalista  | Terzo posto               | Risultato                 | Quarto posto              | Squadre |
| ----------------- | -------------------- | ---------- | --------------------- | ---------- | ------------------------- | ------------------------- | ------------------------- | ------- |
| 2003 (1ª)         | Montevideo           | Portogallo | 5 - 3                 | Argentina  | Francia                   | 3 - 2 (dts)               | Inghilterra               | 9       |
| 2005 (2ª)         | Malargüe             | Argentina  | Girone finale         | Spagna     | Cile                      | Girone finale             | Brasile                   | 10      |
| 2007 (3ª)         | Santiago del Cile    | Spagna     | 2 - 1                 | Portogallo | Argentina                 | 4 - 3                     | Cile                      | 16      |
| 2009 (4ª)         | Bassano del Grappa   | Spagna     | 5 - 3                 | Portogallo | Cile                      | 3 - 1                     | Italia                    | 17      |
| 2011 (5ª)         | Barcelos             | Spagna     | 7 - 2                 | Portogallo | Italia                    | 3 - 2                     | Argentina                 | 15      |
| 2013 (6ª)         | Cartagena de Indias  | Portogallo | 4 - 1                 | Spagna     | Argentina                 | 5 - 3                     | Francia                   | 17      |
| 2015 (7ª)         | Vilanova i la Geltrú | Portogallo | 1 - 1 (dts) (3-2 dtr) | Spagna     | Francia                   | 2 - 2 (dts) (3-1 dtr)     | Italia                    | 16      |
| World Roller Game |                      |            |                       |            |                           |                           |                           |         |
| 2017 (8ª)         | Nanchino             | Portogallo | 2 - 0                 | Spagna     | Italia                    | 6 - 5                     | Argentina                 | 11      |
| 2019 (9ª)         | Barcellona           | Spagna     | 3 - 2                 | Argentina  | Portogallo                | 4 - 1                     | Italia                    | 12      |
| 2022 (10ª)        | San Juan             | Argentina  | 4 - 1                 | Italia     | Spagna                    | 7 - 5                     | Portogallo                | 10      |
| 2024 (11ª)        | Novara               | Spagna     | 3 - 1                 | Portogallo | Argentina                 | 7 - 4                     | Italia                    | 18      |

### Riepilogo vittorie per nazionale
| Numero | Nazionale  | Anni                         |
| ------ | ---------- | ---------------------------- |
| 5      | Spagna     | 2007, 2009, 2011, 2019, 2024 |
| 4      | Portogallo | 2003, 2013, 2015, 2017       |
| 2      | Argentina  | 2005, 2022                   |

### Medagliere
| Squadra    | Vincitore | Secondo posto | Terzo posto | Totale podi |
| ---------- | --------- | ------------- | ----------- | ----------- |
| Spagna     | 5         | 4             | 1           | 10          |
| Portogallo | 4         | 4             | 1           | 9           |
| Argentina  | 2         | 2             | 3           | 7           |
| Italia     | 0         | 1             | 2           | 3           |
| Cile       | 0         | 0             | 2           | 2           |
| Francia    | 0         | 0             | 2           | 2           |

## Sedi delle fasi finali
| Nazione    | Numero | Città e anni                                |
| ---------- | ------ | ------------------------------------------- |
| Argentina  | 2      | Malargüe: 2005 San Juan: 2022               |
| Spagna     | 2      | Barcellona: 2019 Vilanova i la Geltrú: 2013 |
| Italia     | 2      | Bassano del Grappa: 2009 Novara: 2024       |
| Cile       | 1      | Santiago del Cile: 2007                     |
| Colombia   | 1      | Cartagena de Indias: 2013                   |
| Portogallo | 1      | Barcelos: 2011                              |
| Uruguay    | 1      | Montevideo: 2003                            |